# Borki-Paduchy
Borki-Paduchy – wieś w Polsce położona w województwie mazowieckim, w powiecie siedleckim, w gminie Wiśniew. Ma status sołectwa. Leży nad rzeką Zbuczynką. Przez wieś przebiega droga powiatowa Mościbrody – Zbuczyn Poduchowny i droga do Wiśniewa.
W latach 1975–1998 miejscowość administracyjnie należała do województwa siedleckiego.
Wierni Kościoła rzymskokatolickiego należą do parafii św. Stanisława i Aniołów Stróżów w Zbuczynie.